# 公禱書
公禱書（英語：The Book of Common Prayer）是聖公會的礼文書，同时也是普世圣公宗和各成员教会的法典。自1534年脫離天主教會至第一本《公禱書》出現之前，聖公會所有的儀式都沿用中古時代的彌撒模式以拉丁文進行。聖公會第一本《公禱書》於1549年寫成，不但用英文編寫，還有系統地編排經課表，從此成為崇拜時信徒認識信仰、一同敬拜、頌揚上主的工具。之後在1552年、1559年、1662年和1928年亦有推出不同版本或修訂的《公禱書》。值得一提的是，1662年的版本是最後一本獲英國國會接納通過、具法律地位的《公禱書》。至於1928年的版本，雖然不獲英國國會接納通過，卻獲主教院授權在教區及牧區使用。直到近代，英國國會已授權英格蘭聖公會，自行決定教堂使用的崇拜禮文，無須再經國會通過。
圣公会经过与天主教會的分裂，在神学、崇拜礼仪等方面有重大的改变。16世纪改革初期陆续推出了一些信纲，如《三十九条信纲》, 但是因为圣公会受到英美法系的影响，并不使用成条文的信纲作为依据，因此这些信纲很快就不被使用，而是通过统一的《公祷书》规范教会的活动和组织，进而作为评判信仰的基本原则。公禱書也是指导解读《聖經》的基本原则，在神学上类似信义宗的《协同式》。

## 歷史
1529年英王亨利八世為了休妻被拒，与教宗决裂，锐意改革教会，開始了英格蘭宗教改革，命当时的坎特伯里大主教托马斯·克兰麦等教会领导人改革教会，展開一連串的改教工作。1534年11月3日，英格兰國會通過著名的「至尊法案」，正式宣布：撤销教宗的权力，亨利八世及其王位繼承人為英格兰教會在世上唯一最高元首。自此，英國正式脫離羅馬教廷的管轄。《公祷书》為托马斯·克兰麦大主教於1549年9月6日所出版的礼文書和信仰标准，給英國所有教會使用，并要求所有人按照《1549统一法案》的要求遵守并使用该公祷书。其推行在英格兰西部引发了公祷书叛乱。
公祷书是英國宗教改革的成果。公祷书簡化了教會禮儀，全日禱告（日課）由最早期的8次減至2次 (即早、晚禱)，更將天主教的禮儀如聖物抹油，灑聖水等刪除。每日的早禱（Matins）及晚禱（Evensong）有清楚的程序與指引，說明敬拜是有時的，恆常的，有具體內容的。公祷书又更著重福音內容，中古世紀教會的禮儀採用拉丁文，但並非所有人能夠明白。公禱書主要以本土方言（英語）寫成，使人明白和達到用悟性崇拜的目的。其後公禱書的內容經過多次修訂和增減，語句以聖經的經文為主。
及後1559年4月29日，女王伊莉莎白一世時期，英國國會再通過一項最高權威法，根據此法案，英國完全廢棄教廷的權威，同時馬太·柏克被选举為全英格兰的牧首——坎特伯里大主教，入座坎特伯里的蘭柏宮成為圣公會的灵性领导人。同时《1558年单一法令》被国会通过，再一次明令所有人崇拜時要用統一使用《公祷书》。
《公祷书》和统一法案曾於1662年进行修訂，正式出版標準公禱書，成為聖公會通用的禱文書。其主要內容有：聖禮傳說、節日祝文、成人洗禮與堅信禮文、聖餐禮文、婚禮，為病人祈禱，喪禮、詩篇、頌歌、信仰綱要等。
時至今日，全球聖公會在崇拜中使用《公祷书》成為普世聖公宗教會合一的象徵。各地《公祷书》雖有版本及文字的差異，但內容大同小異。因此，各地聖公會崇拜禮儀也是大同小異的。
由於聖公會的崇拜是公共崇拜，同时包含會眾在崇拜中的參與环节，如會眾一同信經和各類的禱文等，配合既定的儀節，使會眾不單能够專心一意地崇敬上主，同時亦能讓會眾在莊嚴肅穆的崇拜中体会上主的神圣。其實，崇拜禮儀書並非聖公會所獨有的，在宗教改革時期以後，诸多传统的新教宗派都有根據初期教會的禮儀編訂他們的崇拜禮儀書，例如改革为长老会的苏格兰教会所使用的《公用秩序书》，或者路德会使用的马丁·路德为新教而作的《1523弥撒规程》等。

## 中文版本《公禱書》
- 中華聖公會全國各教區有自己的《公禱書》，各自編譯，各自版本，譯詞不一。
- 中華聖公會總議會及主教院原計劃於《公禱書》400週年紀念1949年開始重訂一本全新的《公禱書》供中華全國的教會使用。
- 香港聖公會教省及前港澳教區一直採用由中華聖公會於1938年在上海所編訂，1959年港澳教區重訂,即現仍沿用黑皮版《公禱書》(黑色封面,因此常被叫作「黑皮公禱書」)
- 聖公會東亞議會於1983年出版中文公禱書(由於是東亞議會出版,因此常被叫作「東亞禮文」)，以供全球華人聖公會使用。但由於各地習俗及文化背景有異, 此公禱書只有以下內容：
  - 聖餐禮文
  - 早禱禮文
  - 晚禱禮文
  - 應時禱文
- 聖公會臺灣教區於民國72年(1983年)出版了目前所使用《公禱書》之前身，是翻譯自美國聖公會於1979年所出版的《公禱書》的一部分。現在使用的《公禱書》是於民國99年(2010)年完成的全部翻譯版本。
- 聖公會新加坡教區於1986年按教區新版公祷书版本，出版新加坡第一本中英文公祷书。
- 由於聖公會港澳教區之「黑皮公禱書」的文字較文言,1989年時港澳教區按《公禱書》原有精神出版推出聖餐崇拜禮文第二式(藍皮),但只屬試用本.直至1993年才獲教區正式通過使用,至2000年香港聖公會教省才重新印刷,成為今天使用的(綠皮)聖餐崇拜禮文 (第二式)。

- 聖公會新加坡教區出版第二版的新加坡教区公祷书。
- 香港聖公會教省於1998年成立後,立即增訂黑皮公禱書的內容。
- 香港聖公會教省第三屆總議會在2004年通過接納以下新禮文作為核准試用版禮文,試用期限至第四屆總議會為止:
  - 日常禮讚
    - 早禱禮文 (第二式)（現代中文版）
    - 晚禱禮文 (第二式)（現代中文版）
    - 午禱禮文（現代中文版）
    - 夜間禱文/ 寢前禱文 (第二式)（現代中文版）

  - 喪禮禮文 (第二式)（現代中文版）
- 香港聖公會教省第四屆總議會在2007年通過接納將「日常禮讚─早禱、午禱、晚禱及寢前禱禮文」、「成人喪禮禮文第二式」（現代中文版）、「婚姻聖禮第二式」、「婚姻聖禮聖餐禮儀第二式」及「婚姻祝福禮禮讚」的試用期期限至第五屆總議會為止。

## 外部連結
- The Book of Common Prayer （页面存档备份，存于） 有各種不同版本的《公禱書》可供閱讀及下載
- An Anglican Liturgy Library （页面存档备份，存于） 收集各地聖公會的禮文及相關資料
- The 1662 Book of Common Prayer （页面存档备份，存于） 英國國教會《1662公禱書》網上版連歷代的修定